# Antocha pallidella
Antocha pallidella är en tvåvingeart som beskrevs av Alexander 1933. Antocha pallidella ingår i släktet Antocha och familjen småharkrankar. Inga underarter finns listade i Catalogue of Life.